# José Flor
José Ignacio Flor (n. Quito, Ecuador; 5 de abril de 1998) es un futbolista ecuatoriano. Juega de defensa y su equipo actual es El Nacional de la Serie A de Ecuador.

## Trayectoria
Empezó su carrera futbolística en el equipo militar en el año 2011, se formó e hizo todas las formativas en El Nacional, la sub-14, la sub-16, en la sub-18 y posteriormente en la reserva en 2014. Permaneció con el cuadro criollo hasta la temporada 2017, en ese año fue convocado a un partido de Serie A, el 22 de julio ante Clan Juvenil.
En 2018 es contratado por Técnico Universitario de la ciudad de Ambato para disputar la Serie A, poco a poco fue ganando un lugar en el equipo titular, bajo el mando de Patricio Hurtado tuvo su debut en el primer equipo en la máxima categoría del fútbol ecuatoriano el 10 de junio de 2018, en el partido de la fecha 7 de la segunda etapa 2018 ante su clásico rival Macará, fue titular aquel partido que terminó en victoria celeste por 0–2. Fue ratificado para 2019 y marcó su primer gol en la Serie A el 18 de marzo de 2019 en la fecha 6 de la LigaPro Banco Pichincha, convirtió el tercer gol de Técnico en la derrota ante Deportivo Cuenca como visitante por 4–3.
Como parte de la temporada 2019 jugó algunos partidos de la Copa Ecuador. También ha formado parte en procesos de las selecciones juveniles del país, esto incluye la sub-15, sub-17, sub-20 y sub-23. Fue integrante de la selección juvenil sub-17 de Ecuador que disputó La copa Mundial de Chile 2015. Durante esta participación Ecuador llegó a disputar los cuartos de final siendo eliminados por México. 
Para 2020 es contratado por Chacaritas de la ciudad de Pelileo. A partir de julio de 2020 se confirma su vinculación con el ídolo de Pelileo Chacaritas. Hizo su debut en la Serie B el 22 de agosto de 2020 frente al Santa Rita. A partir de esa fecha se consolidó de titular.
El 2021 fue contratado por el club recién ascendido a Serie A, Manta Fútbol Club.

## Selección nacional

### Categorías inferiores

#### Participaciones en Copas del Mundo
| Campeonato                  | Sede  | Resultado        | Partidos | Goles |
| --------------------------- | ----- | ---------------- | -------- | ----- |
| Copa Mundial Sub-17 de 2015 | Chile | Cuartos de final | 0        | 0     |

## Estadísticas

### Clubes
Actualizado al último partido disputado el 15 de agosto de 2025.
| Club                            | Div.          | Temporada     | Liga  | Liga  | Copa nacionales | Copa nacionales | Copa internacionales | Copa internacionales | Total | Total |
| Club                            | Div.          | Temporada     | Part. | Goles | Part.           | Goles           | Part.                | Goles                | Part. | Goles |
| ------------------------------- | ------------- | ------------- | ----- | ----- | --------------- | --------------- | -------------------- | -------------------- | ----- | ----- |
| El Nacional · Ecuador           | 1.ª           | 2015          | 20    | 1     | —               | —               | —                    | —                    | 20    | 1     |
| El Nacional · Ecuador           | 1.ª           | 2016          | 23    | 0     | —               | —               | —                    | —                    | 23    | 0     |
| El Nacional · Ecuador           | 1.ª           | 2017          | 15    | 0     | —               | —               | —                    | —                    | 15    | 0     |
| Técnico Universitario · Ecuador | 1.ª           | 2018          | 18    | 0     | —               | —               | —                    | —                    | 18    | 0     |
| Técnico Universitario · Ecuador | 1.ª           | 2019          | 12    | 1     | 1               | 0               | —                    | —                    | 13    | 1     |
| Técnico Universitario · Ecuador | Total club    | Total club    | 30    | 1     | 1               | 0               | 0                    | 0                    | 31    | 1     |
| Chacaritas · Ecuador            | 2.ª           | 2020          | 13    | 1     | —               | —               | —                    | —                    | 13    | 1     |
| Chacaritas · Ecuador            | Total club    | Total club    | 13    | 1     | 0               | 0               | 0                    | 0                    | 13    | 1     |
| Manta F. C. · Ecuador           | 1.ª           | 2021          | 13    | 0     | —               | —               | —                    | —                    | 13    | 0     |
| Manta F. C. · Ecuador           | Total club    | Total club    | 13    | 0     | 0               | 0               | 0                    | 0                    | 13    | 0     |
| América de Quito · Ecuador      | 2.ª           | 2022          | 33    | 2     | 2               | 0               | —                    | —                    | 35    | 2     |
| América de Quito · Ecuador      | 2.ª           | 2023          | 31    | 0     | —               | —               | —                    | —                    | 31    | 0     |
| América de Quito · Ecuador      | Total club    | Total club    | 64    | 2     | 2               | 0               | 0                    | 0                    | 66    | 2     |
| El Nacional · Ecuador           | 1.ª           | 2024          | 14    | 0     | 4               | 0               | —                    | —                    | 18    | 0     |
| El Nacional · Ecuador           | 1.ª           | 2025          | 15    | 0     | 1               | 0               | 4                    | 0                    | 20    | 0     |
| El Nacional · Ecuador           | Total club    | Total club    | 87    | 1     | 5               | 0               | 4                    | 0                    | 96    | 1     |
| Total carrera                   | Total carrera | Total carrera | 207   | 5     | 8               | 0               | 4                    | 0                    | 219   | 5     |
| 1. 2.                           |               |               |       |       |                 |                 |                      |                      |       |       |

## Palmarés

### Campeonatos nacionales
| Título       | Club        | País    | Año  |
| ------------ | ----------- | ------- | ---- |
| Copa Ecuador | El Nacional | Ecuador | 2024 |